# Шидянь
Шидя́нь (кит. упр. 施甸, пиньинь Shīdiàn) — уезд городского округа Баошань провинции Юньнань (КНР).

## История
Уезд был выделен из уезда Баошань в 1962 году, когда тот входил в состав Дэхун-Дай-Качинского автономного округа. В 1963 году был воссоздан Специальный район Баошань (保山专区), и уезд перешёл в его состав. В 1970 году Специальный район Баошань был переименован в Округ Баошань (保山地区).
Постановлением Госсовета КНР от 30 декабря 2000 года округ Баошань был преобразован в городской округ.

## Административное деление
Уезд делится на 5 посёлков, 6 волостей и 2 национальные волости.